# Аспидный сланец
Аспидный сланец — мелкозернистый сланец, однородная слоистая метаморфическая горная порода, возникшая из исходных осадочных отложений, состоявших из глины или вулканического пепла, в результате регионального метаморфизма. Это самый тонкозернистый сланец. Его слоистость может не соответствовать исходной осадочной слоистости, а располагаться в плоскостях, перпендикулярных направлению метаморфического сжатия.

## Описание и использование
Способность аспидного сланца расщепляться на тонкие пластинки, называемая кливажем, возникает в результате сильного сжатия, при котором мелкозернистая глина образует чешуйки, возникающие в плоскостях, перпендикулярных сжатию. При умелом расщеплении ударами специализированного инструмента получаются гладкие, плоские листы камня, которые издавна используются в качестве кровли, напольной плитки и для других целей. Аспидный сланец чаще всего бывает серого цвета, такой обычно используется для покрытия крыш. Однако даже в одной местности он бывает самых разных цветов: например, материал из Северного Уэльса может быть разных оттенков серого, от бледного до темного, а также может быть фиолетовым, зелёным или голубым. Аспидный сланец не не следует путать с глинистым сланцем, из которого он может быть образован, а также с кристаллическим сланцем.

## Аспидная доска
До появления доступных современных письменных принадлежностей, доски из аспидного сланца часто использовались для ведения временных заметок, например учениками в классе или клерками в магазинах.

## Добыча

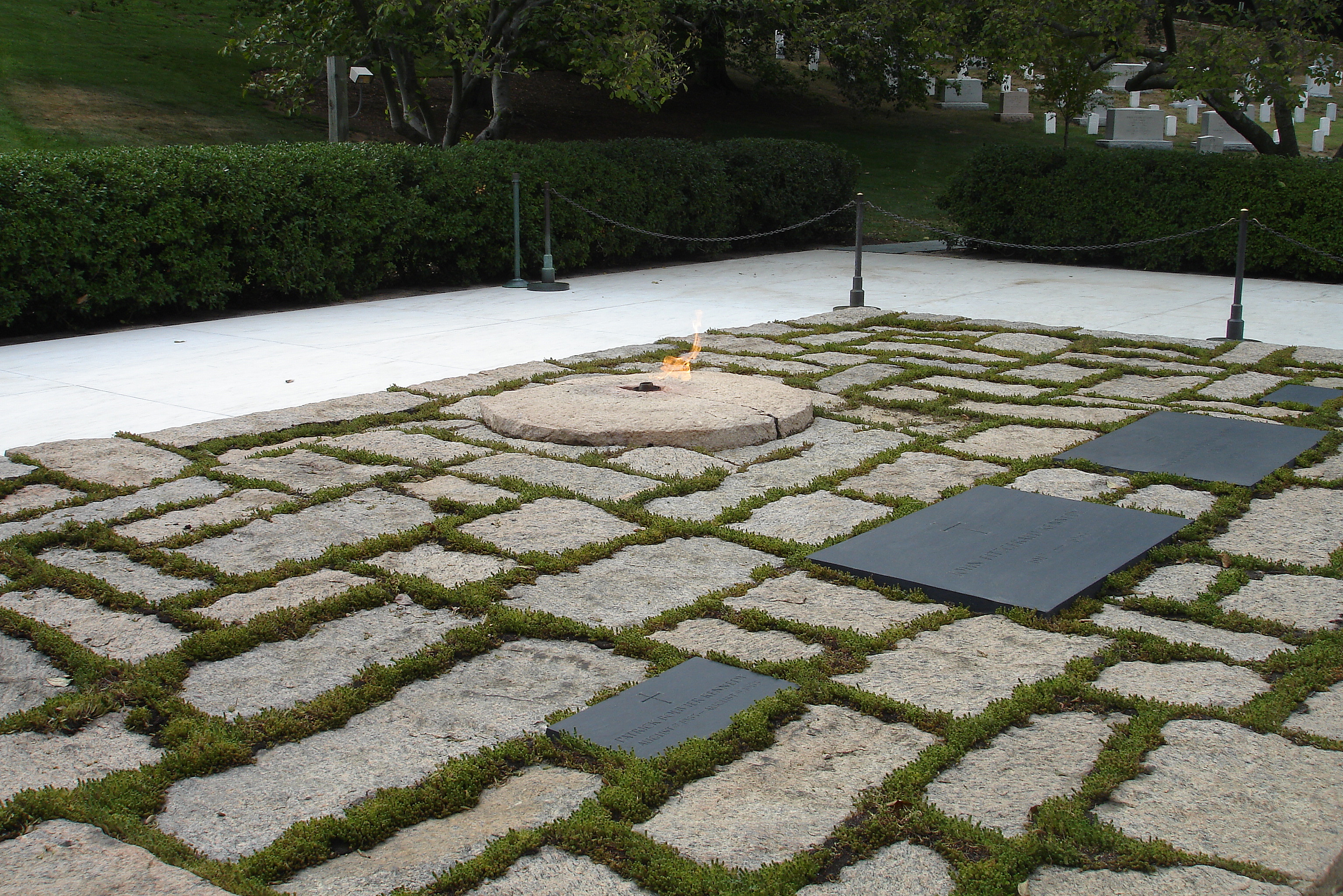
Могильные плиты из монсонского сланца на могиле Джона Ф. Кеннеди

В Европе большая часть аспидного сланца в настоящее время добывается в Испании. В меньших объёмах добыча производится в Великобритании (Уэльс, где находится Национальный музей шифера; Корнуолл; Камбрия), Франции (долина Луары; Бретань; Савойя), Бельгии (Арденны), Италии (Лигурия, особенно между городом Лаванья (название которого закрепилось как термин для аспидной доски в итальянском языке) и долиной Фонтанабуона), Португалии, особенно вокруг Валонгу на севере страны, Германии (Хунсрюк, где на месте бывшего рудника открыт музей в Фелле); Айфель; Вестервальд; Тюрингия и север Баварии).
В Северной Америке аспидный сланец добывают на Ньюфаундленде, а также в США (восточная Пенсильвания; Бакингхем, Виргиния; Вермонт; Нью-Йорк). В конце XIX — начале XX века в Монсоне, штат Мэн, существовал крупный завод по добыче аспидного сланца, который здесь обычно темно-фиолетового или черноватого цвета, и многие местные постройки покрыты изготовленной из него черепицей. Кровля собора Святого Патрика в Нью-Йорке и надгробия на могиле Джона Ф. Кеннеди на Арлингтонском национальном кладбище сделаны из монсонского сланца.

## Галерея

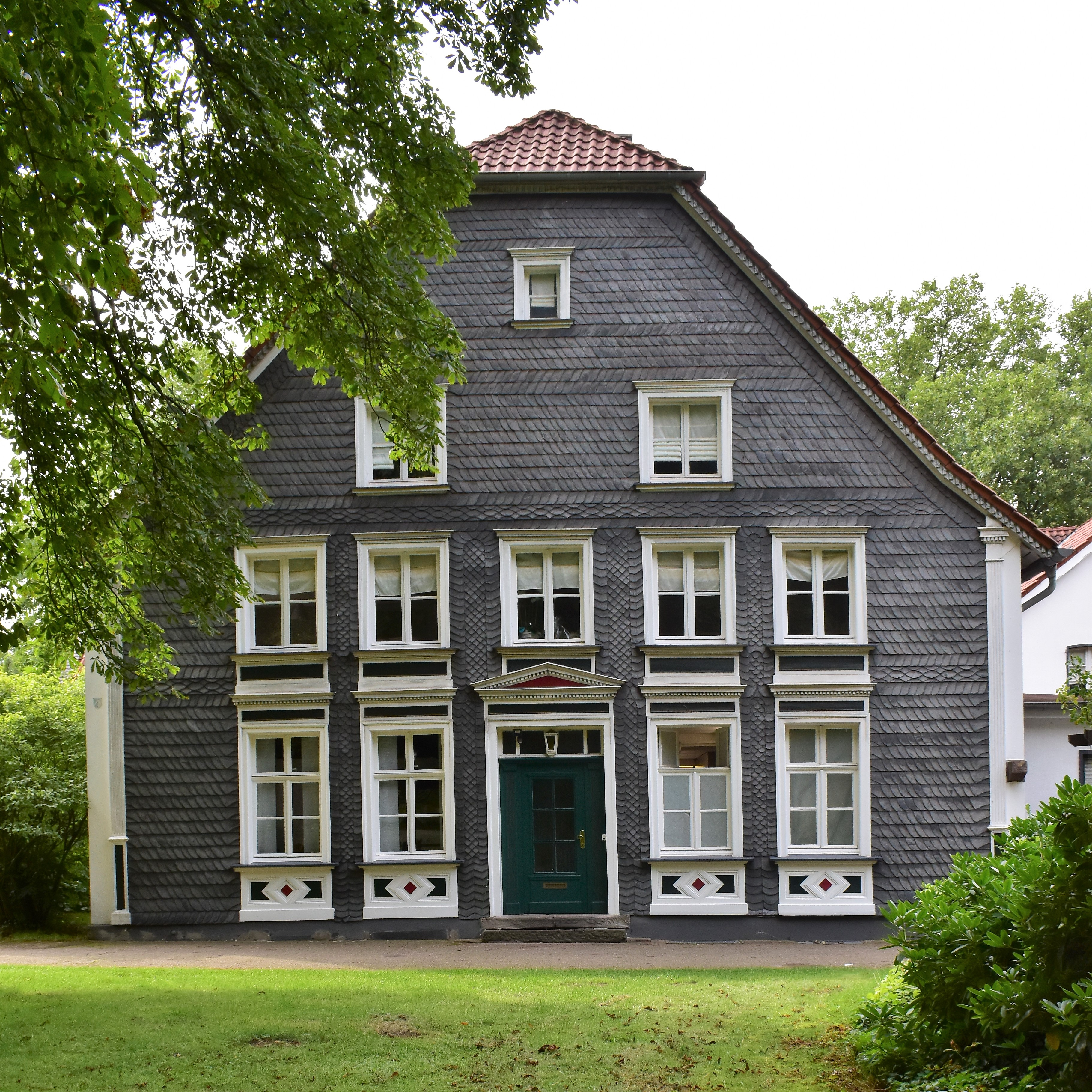
Здание, облицованное аспидным сланцем, Ботроп, Германия
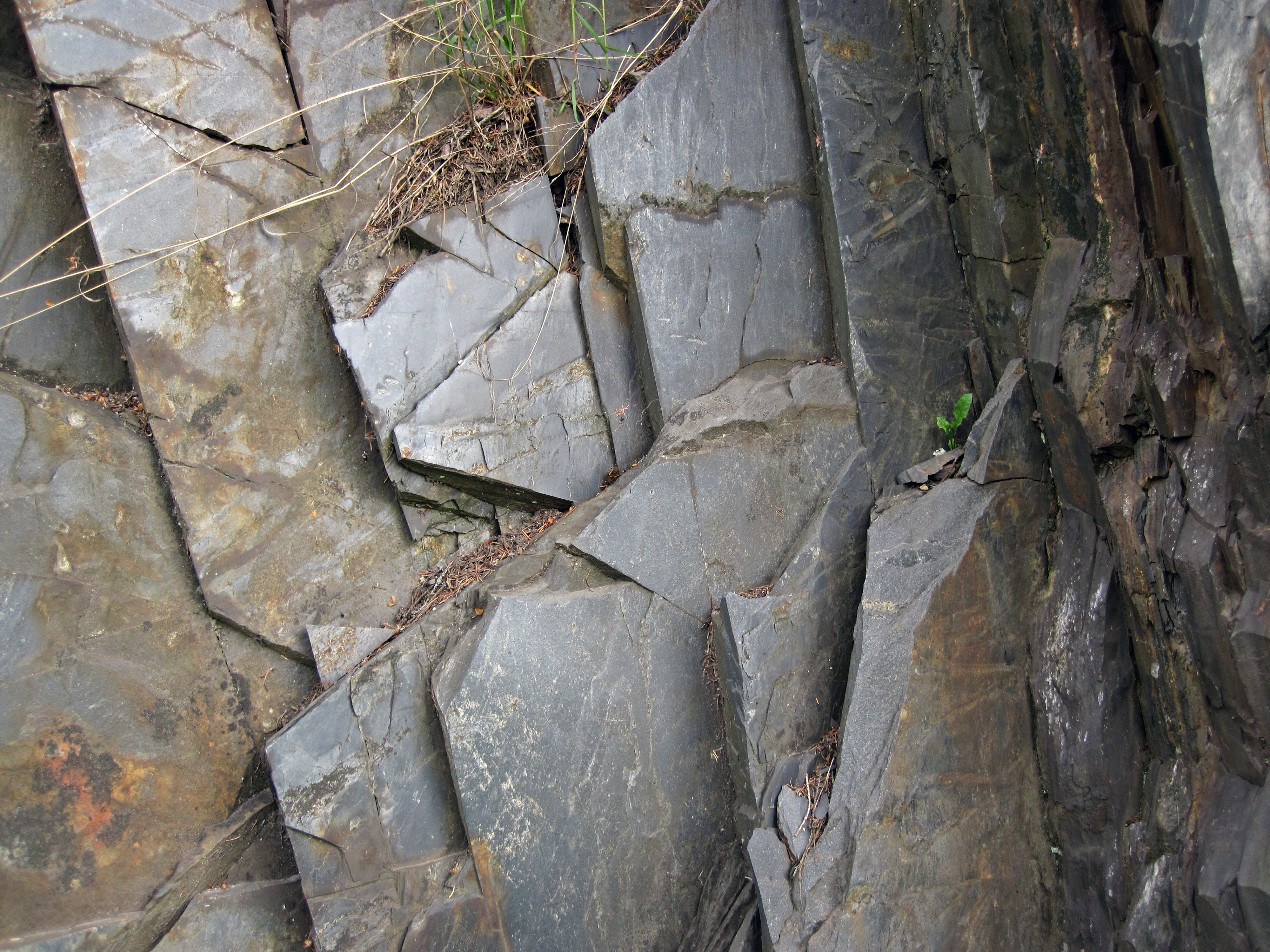
Выход породы аспидного сланца, Верджиния, США
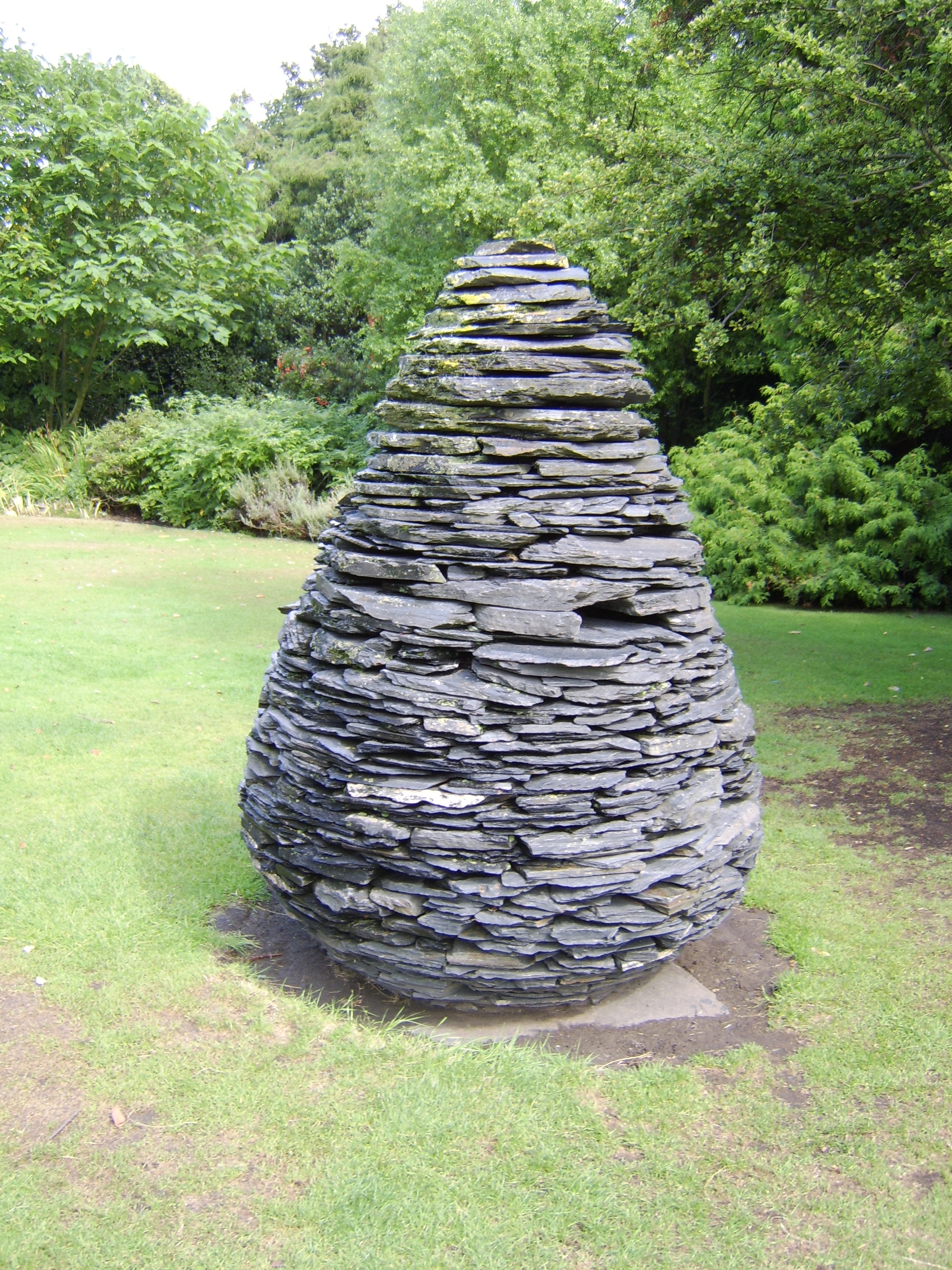
Пирамида из аспидного сланца, Королевский ботанический сад Эдинбурга
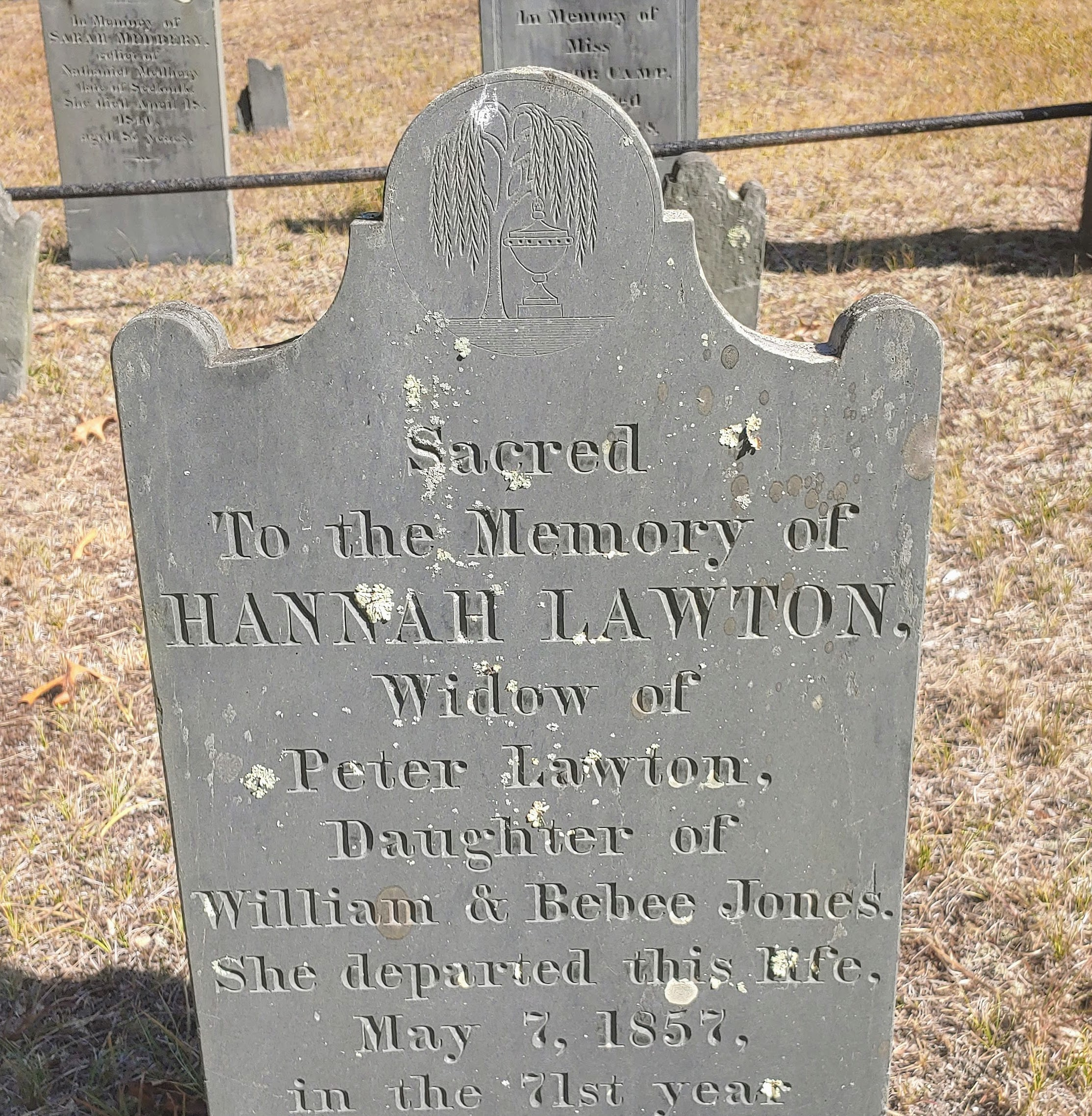
Надгробный камень из аспидного сланца, Ист-Провиденс, США
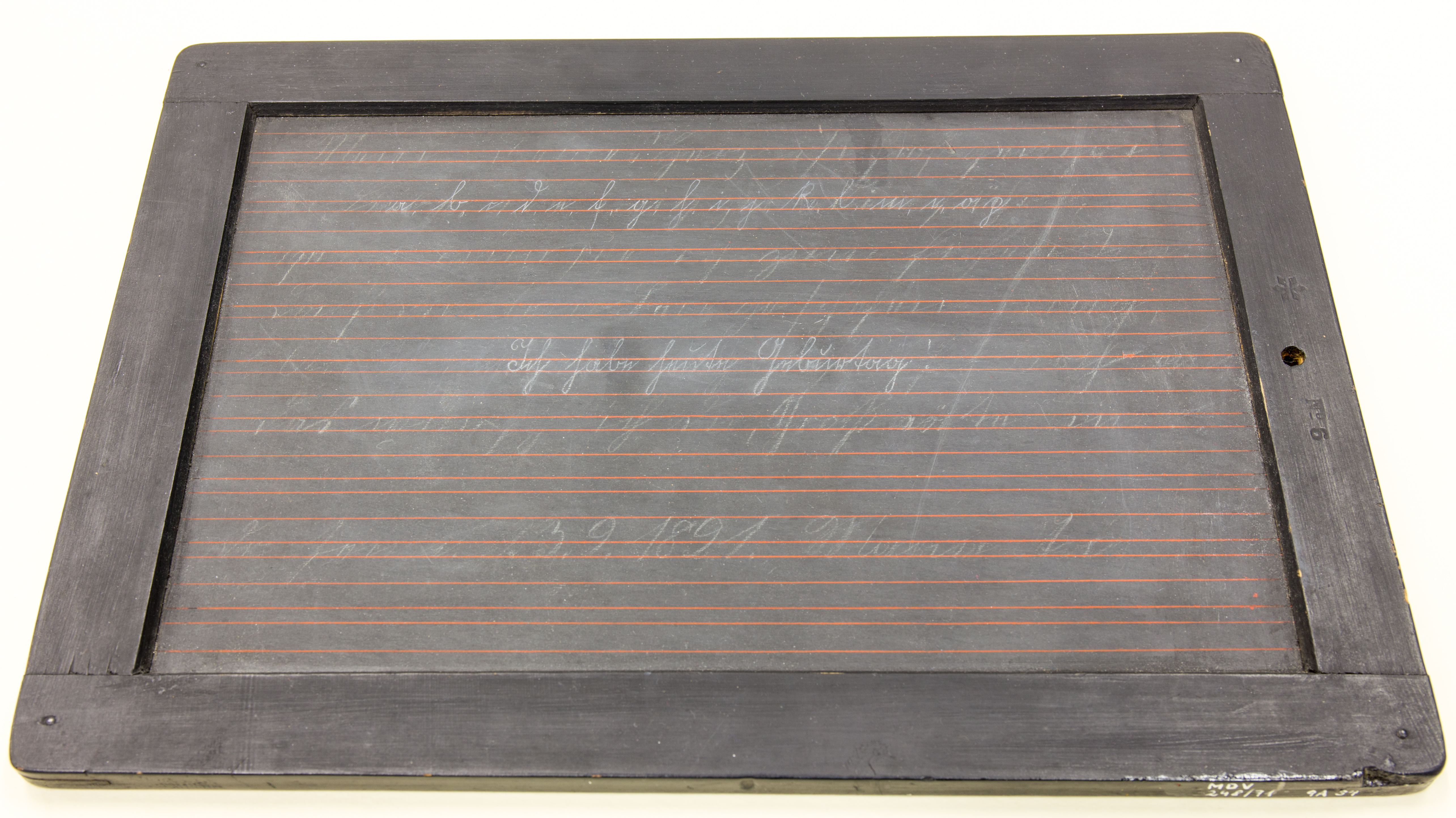
Аспидная доска, использовавшаяся в Берлине, Германия, в конце XIX века.